# Ben Ziane Berhili
Ben Ziane Berhili, né en 1959 a Oujda[réf. nécessaire], est un trafiquant de drogue marocain à la tête d'un des plus grands réseaux de trafic de haschich au monde, ce qui lui vaut le surnom de « roi des trafiquants ». Il est considéré comme l'un des barons les plus importants de la mafia marocaine.

## Réseau

### Couverture
Le baron de la drogue possède une pâtisserie employant une soixantaine de personnes.

### Activités illégales
Avec son organisation, Berhili exporterait chaque année environ 400 tonnes de haschichs en Europe. Le réseau opérait par le biais de routes illégales le long du pourtour méditerranéen avec le Maroc comme base arrière et s'étendant jusqu'en Libye. 
Pendant des années, les contrebandiers importaient la marchandise en utilisant des hors-bords ou des jets skis pour traverser le détroit de Gibraltar. À la suite d'une surveillance plus poussée des côtes de la part des autorités espagnoles, une nouvelle route est utilisée et la drogue passe par l’Égypte, puis les Balkans pour être ensuite distribuée en Europe.
En 2013, une opération multinationale intercepte 20 bateaux du réseau, ce qui représente 280 tonnes de haschich pour une valeur de 3,2 milliards de dollars.

### Liens avec l’État Islamique
La route empruntée par les trafiquants pour importer la drogue en Europe traverse des territoires contrôlés par l’État islamique. Des enquêteurs soupçonnent l'implication de l'organisation État islamique dans certaines opérations ou au minimum de percevoir une taxe pour laisser la drogue transiter.

## Arrestation
Le 4 octobre 2016, Berhili est interpellé à Palerme,. Son arrestation est le fruit d'une collaboration des polices de nombreux pays (France, États-Unis, Espagne, Égypte, Albanie, Maroc...) et d'une enquête de trois ans.
Il est libre depuis 2019[réf. nécessaire].